# Гора Петро Васильович
Гора Петро Васильович (*30 березня 1919 р., м. Іланське Красноярського краю — †13 березня 1988, Москва) — радянський педагог, історик, кандидат історичних наук (1950), професор (1972), завідувач кафедри викладання історії, суспільствознавства і права історичного факультету (1958—1988), заступник декана історично-філологічного факультету (1960—1962 рр.), декан історичного факультету (1966—1972 рр.), проректор з наукової роботи Московського державного університету імені М. В. Ломоносова.

## Навчання
У 1938 р. П.Гора вступив на історичний факультет Московського педагогічного державного інституту ім. А. С. Бубнова.
У липні — на початку вересня 1941 року був командиром студентської роти загону Московського педагогічного державного інституту ім. В. І. Леніна на оборонних роботах під Смоленськом.
У листопаді 1941 р. прискорено закінчив інститут та почав працював учителем. Згодом був переведений на посади завуча та директора в чоловічих середніх школах Москви.
У 1949 р. закінчив аспірантуру рідного вузу на кафедрі методики викладання історії.

## Наукова діяльність
Педагогічна діяльність Петра Васильовича починається в 1950 р. У цьому ж році захистив кандидатську дисертацію. Він читав курс лекцій та вів практичні заняття з історії СРСР у Калінінському та Московському державному заочному педагогічному інститутах.
В 1957 році перейшов на посаду доцента Московського обласного педагогічного інституту ім. Н. К. Крупської.

### Робота в МГУ
Три десятиліття працював у Московському державному університеті імені М. В. Ломоносова:
- завідувач кафедри викладання історії, суспільствознавства і права історичного факультету (1958—1988 рр.),
- заступник декана історично-філологічного факультету (1960—1962 рр.),
- декан історичного факультету (1966—1972 рр.),
- проректор з наукової роботи.

## Журналістська та громадська діяльність
П.Гора працював у науково-методичній раді Міністерства освіти РРФСР.
Також, багато років входив до складу редакції журналу «Преподавание истории в школе» як завідувач методичного відділу та заступник головного редактора.
Крім того, він брав активну участь у підготовці і проведенні міжнародних симпозіумів педагогів-істориків у країнах Європи.

## Школа Гори
Вчений створив наукову школу, передовий досвід якої був узагальнений у книзі «Методичні прийоми і засоби наочного навчання історії в середній школі».
Розробляв питання теорії і практики методики навчання історії. У його роботах було використано питання викладання окремих тем курсу, проблеми методів і прийомів навчання, активізації пізнавальної діяльності учнів, наочності.
П.Гора розробив методику структурно-функціонального аналізу та відбору прийомів навчальної діяльності, що актуальна і нині. Він є автором більше 80 наукових творів.
Під керівництвом вченого захищено 27 кандидатських дисертацій. Його учні працюють в Україні, Росії, Чехії, В'єтнамі та Бірмі. Найбільш відомий серед них Студенікін Михайло Тимофійович.

## Нагороди
- медалі Н. К. Крупської, К. Д. Ушинського,
- знак «Відмінник народної освіти РРФСР»,
- медалі «За доблесну працю у Великій Вітчизняній війні 1941—1945 рр.», «За трудові відзнаки», «За доблесну працю. В ознаменування 100-річчя від дня народження В. І. Леніна»,
- грамоти ЦК ВЛКСМ, Міністерства освіти РРФСР.

## Перелік публікацій
- Гора Петр Васильевич Повышение эффективности обучения истории в средней школе [Текст] / П. В. Гора. — Москва: Просвещение, 1988. — 207, [1] с.: ил.; (Библиотека учителя истории, основ Советского государства и права, обществоведения). — ISBN 5-09-000554-0
- Гора Петр Васильевич Методические приемы и средства наглядного обучения истории в средней школе [Текст] / П. В. Гора. — Москва: Просвещение, 1971. — 239 с.: ил.
- Опыт изучения истории средних веков в VI классе [Текст]: сборник / сост. П. В. Гора. — М.: Просвещение, 1965. — 212 с.: ил.